# Tumori melanocitici di potenziale maligno incerto
I tumori melanocitici con potenziale maligno incerto (MELTUMP) sono lesioni melanocitiche nel derma che non possono essere classificate dalla morfologia come nevi benigni o melanomi maligni perché la massa mostra caratteristiche comuni ad entrambi. 
Diversi tipi di lesione possono essere classificati come MELTUMP: questi includono proliferazioni melanocitiche atipiche con caratteristiche che possono sovrapporsi a nevi tumori atipici di Spitz, nevi displastici, melanocitoma epitelioide pigmentato, nevi con penetrazione profonda, nevi congeniti, noduli cellulari in nevi congeniti, nevi blu cellulari.
Una categoria correlata di proliferazione melanocitica sono proliferazioni melanocitiche atipiche superficiali di significato incerto (SAMPUS). Questa categoria, a differenza di MELTUMP, che implica un potenziale ancora indeterminato di metastasi anche dopo l'escissione completa, indica lesioni senza potenziale metastatico al momento dell'escissione, ma con il potenziale di progredire su un'escissione incompleta. La categoria SAMPUS include alcune proliferazioni melanocitiche atipiche giunzionali e proliferazioni sia nell'epidermide che nel derma papillare che non sono accompagnate da architettura tumorale intradermica o mitosi cellulare.